# Мирное соглашение Куру
Мирное соглашение Куру (нидерл. Vredesakkoord van Kourou) было подписано 21 июля 1989 года правительством Суринама и повстанцами лесных негров, которых представлял Ронни Брюнсвийк, лидер Суринамской освободительной армии (более известной как «коммандос джунглей»), с целью положить конец восстанию и разрешить беженцам вернуться в Суринам.

## История
В 1988 году начались переговоры между новым демократически избранным правительством Суринама и Суринамской освободительной армией при посредничестве Франции. Наконец, компромисс был достигнут, и 21 июля 1989 года в городе Куру во Французской Гвиане было подписано соглашение.
Соглашение Куру включало следующие пункты:
- Амнистия для всех комбатантов;
- Отмена чрезвычайного положения, действовавшего с 1986 года;
- Возвращение суринамских беженцев из французских лагерей и гарантия их безопасности;
- Вхождение Суринамской освободительной армии («коммандос джунглей») в полицейские силы территорий, находящихся под их контролем (Марони и южный Суринам);
- Создание Консультативного совета по внутреннему развитию;
- Прекращение наркотрафика.

Однако государственный переворот, совершенный Дези Баутерсе в конце 1990 года, заблокировал реализацию соглашения до возвращения к демократическому правлению в 1992 году, поскольку Баутерсе выступил против вхождения повстанцев в полицейские силы страны. Более того, лесные негры, нашедшие убежище во Французской Гвиане и помнящие о массовом убийстве в Мойване, отказались возвращаться из-за страха быть убитыми креолами-мулатами, лояльными Баутерсе.